# Vermandovillers

Vermandovillers este o comună în departamentul Somme, Franța. În 1 ianuarie 2022 avea o populație de 150 de locuitori.